# كارلوس كورت
كارلوس كورت (بالبرتغالية: Carlos Kurt) هو ممثل برازيلي، ولد في 10 فبراير 1933 بريو دي جانيرو في البرازيل، وتوفي بنفس المكان في 4 مارس 2003.

## وصلات خارجية
- كارلوس كورت على موقع IMDb (الإنجليزية)
- كارلوس كورت على موقع قاعدة بيانات الفيلم (الإنجليزية)